# Placochelyidae
Placochelyidae is een familie behorende tot de superfamilie der Cyamodontoidea. De familie telt vier geslachten (Placochelys, Psephosauriscus, Psephochelys en Psephoderma).
Alle geslachten die de familie telt hadden een schild, maar Placochelys was twee keer zo klein als Psephoderma. (respectievelijk 90 cm en 180 cm.) Ook het rugschild van Placochelys was verschillend aan dat van Psephoderma: het rugschild van Psephoderma was, in tegenstelling tot dat van Placochelys, uit twee stukken opgebouwd.
Alle geslachten voedden zich met schelpdieren, die door hun krachtige kaken vermalen werden.

## Geslachten
- Glyphoderma
- Placochelys
- Psephosauriscus
- Psephochelys
- Psephoderma